# 松下武士
松下 武士（まつした たけし、1980年12月14日 - ）は、日本中央競馬会(JRA)・栗東トレーニングセンターに所属する調教師。大阪府出身。

## 来歴
実家近くの乗馬クラブで馬に乗るようになり、競馬界入りを目指すようになる。
2003年7月にJRA競馬学校厩務員課程に入学。2004年1月に栗東・安田伊佐夫厩舎の厩務員となり、翌月からは調教助手となる。安田厩舎では攻め専の調教助手としてメイショウトウコンなどを担当した。2009年3月に栗東・武田博厩舎所属となり、同年6月からは清水久詞厩舎へと移籍した。清水厩舎時代にはトウケイヘイローの海外遠征にも同行した。
2013年に5度目の挑戦で調教師試験に合格。安田厩舎時代の同僚を介して矢作芳人調教師と面識を深め、二次試験の面接練習も矢作に行ってもらっていた。合格後は矢作厩舎で9ヶ月間、技術調教師として学んだ。
2015年3月1日に厩舎を開業。厩舎ではスタッフに心身ともにリフレッシュしてほしいという思いから、スタッフを半分に分け、火曜の午後は1週置きに休みにしている。同月28日に中京9Rをトウケイタイガーで制し、初出走から通算18戦目で初勝利を挙げた。同年6月27日にはオースミムーンで東京ジャンプステークスを制し、重賞初出走初制覇を果たした。
2016年12月11日、阪神ジュベナイルフィリーズにディーパワンサでG1初出走も4着。
2017年3月12日、フィリーズレビューを2番人気のカラクレナイで制し、平地重賞初制覇。
2019年12月8日、G1初出走であった阪神ジュベナイルフィリーズをレシステンシアが無傷の3連勝となる優勝をレコードで決め、G1初制覇。
2020年1月5日、京都2Rでロードグリュックが1着となり、1391戦目で現役149人目となるJRA通算100勝を達成。
2024年8月18、中京5Rでビップデイジーが1着となり、2730戦目で現役108人目となるJRA通算200勝を達成。

## 調教師成績

### 概要
|            | 日付           | 競馬場・開催  | 競走名                     | 馬名             | 頭数 | 人気 | 着順 |
| ---------- | -------------- | ------------- | -------------------------- | ---------------- | ---- | ---- | ---- |
| 初出走     | 2015年3月1日   | 2回中山2日10R | ブラッドストーンステークス | ナリタシーズン   | 15頭 | 11   | 7着  |
| 初勝利     | 2015年3月28日  | 2回中京5日9R  | 4歳以上500万下             | トウケイタイガー | 16頭 | 8    | 1着  |
| 重賞初出走 | 2015年6月27日  | 3回東京7日8R  | 東京ジャンプステークス     | オースミムーン   | 14頭 | 3    | 1着  |
| 重賞初勝利 | 2015年6月27日  | 3回東京7日8R  | 東京ジャンプステークス     | オースミムーン   | 14頭 | 3    | 1着  |
| GI初出走   | 2016年12月11日 | 5回阪神4日11R | 阪神ジュベナイルフィリーズ | ディーパワンサ   | 18頭 | 5    | 4着  |
| GI初勝利   | 2019年12月8日  | 5回阪神4日11R | 阪神ジュベナイルフィリーズ | レシステンシア   | 16頭 | 4    | 1着  |

### 年度別成績
松下武士の年度別成績（netkeiba.com）を参照

## 主な管理馬
※括弧内は当該馬の優勝重賞競走
- オースミムーン （2015年東京ジャンプステークス、阪神ジャンプステークス）
- カラクレナイ （2017年フィリーズレビュー）
- モズアトラクション （2019年エルムステークス）
- レシステンシア （2019年ファンタジーステークス、阪神ジュベナイルフィリーズ、2021年阪急杯、セントウルステークス）
- ジョーカナチャン（2020年アイビスサマーダッシュ）
- ショウナンバルディ（2021年中日新聞杯）
- シャマル（2022年東京スプリント、サマーチャンピオン、テレ玉杯オーバルスプリント、2023年・2024年・2025年黒船賞、2024年・2025年かしわ記念、2025年さきたま杯）[12]
- ショウナンザナドゥ（2025年フィリーズレビュー）

## 主な厩舎所属者
- 小椋研介（2015年 - 2023年 厩務員、調教助手）